# Xinyu
Xinyu (kinesisk skrift: 新余市, Xīnyú Shì）er et bypræfektur i provinsen Jiangxi, i det sydøstlige Kina, omkring 135 km sydvest for byen Nanchang. Det har et areal på 3.178 km² og ca. 1.140.000 indbyggere (2007).

## Historie
Xinyu har en lang historie. Det blev oprettet som amt i år 267 under De tre rigers tid.

## Administrative enheder
Xinyu består af et bydistrikt og et amt:
- Bydistriktet Yushui (渝水区), 1.776 km², 1,08 millioner indbyggere;
- Amtet Fenyi (分宜县), 1.388 km², 310.000 indbyggere.